# Port lotniczy Bocas del Toro „Isla Colón”
Port lotniczy Bocas del Toro „Isla Colón” – jeden z panamskich portów lotniczych, zlokalizowany w mieście Bocas del Toro, na wyspie Colón.